# Таран самолётом Ан-2 дома в Ворошиловграде
Таран дома самолётом Ан-2 — авиационная катастрофа, произошедшая в понедельник 27 марта 1972 года в городе Ворошиловград, ставшая результатом преднамеренного столкновения самолёта Ан-2 компании Аэрофлот с четырёхэтажным жилым зданием.
Данная катастрофа стала одним из первых случаев самоубийства пилота в истории авиации.

## Хронология событий
Экипаж из 99-го (Ворошиловградского) лётного отряда должен был выполнять почтово-пассажирский рейс №1633 по маршруту Ворошиловград — Северодонецк — Сватово. Экипаж уже прошёл предполётный медицинский осмотр, медицинское освидетельствование, штурманскую и метеорологическую подготовки, когда узнал, что рейс отменили, так как посадочная площадка Сватово была непригодна. Тогда командир (КВС) Тимофей Яковлевич Шовкунов сказал второму пилоту, что идёт завтракать, но вместо этого направился на стоянку самолётов, где у дежурного по стоянке взял ключи от самолёта, на котором стоял в наряде. Однако после этого Шовкунов пошёл совсем к другому самолёту — борту 42621 (заводской — 1G40-22, выпущен 18 ноября 1963 года, наработка — 9044 часа и 9242 посадки). Приняв его у авиатехника, пилот опробовал двигатель, после чего без второго пилота, не выходя на связь с диспетчером, в 08:03 вырулил на старт и взлетел с аэродрома.
Выполнив разворот, Шовкунов направился к городу в сторону 27-го квартала. Выполнив разворот на малой высоте, он направил самолёт на собственную квартиру №42 на третьем этаже четырёхэтажного кирпичного дома №10. В 08:15 самолёт врезался в верхнее перекрытие квартиры №46, расположенной на четвёртом этаже над квартирой №42. Пробив верхнее перекрытие, двигатель отделился и вместе с обломками перекрытия упал на пол квартиры. Остатки крыльев вместе с шасси при этом застряли на балконе квартиры №46, а хвостовое оперение и пилотская кабина влетели на чердак, вызвав пожар. Самолёт полностью разрушился и частично сгорел. В самом доме крыша над квартирами №45, 46 и 47 разрушилась. В квартире №42 (где жил Шовкунов) прогнулась и на 5 сантиметров просела потолочная плита, при этом образовалась трещина, через которую квартиру залило водой, когда пожар стали тушить.
Сам Тимофей Шовкунов погиб при ударе, в доме при этом никто не пострадал. При анализе крови пилота судебно-медицинская экспертиза алкоголя в ней не обнаружила.

## Расследование
Тимофей Яковлевич Шовкунов в 1958 году окончил лётное училище, после чего по приказу о сокращении численного состава вооружённых сил был демобилизован из Советской армии. Далее он устроился работать на шахте. Примерно в 1959 году он женился, а в 1960 году появился сын. В 1967 году Шовкунов начал работать лётчиком в Ворошиловградском авиаотряде Украинского управления гражданской авиации. На работе его характеризовали положительно, был ряд поощрений, и при этом не было взысканий. В то же время коллеги отмечали замкнутость Шовкунова и отсутствие у него друзей.
В самой семье на протяжении всех 13 лет совместной жизни супруги систематически ссорились между собой, причём нередко доходило до драк. Последняя ссора произошла как раз накануне происшествия, и ту ночь Шовкунов провёл в квартире один. Сама жена отмечала, что Шовкунов не раз высказывал ей свою мысль о совершении самоубийства с использованием самолёта. Но так как руководство авиаотряда плохо знало моральные качества подчинённых, то в рабочем коллективе об этом ничего не знали.

Заключение: Причиной ЧП явилось самоубийство КВС Шовкунова Т. Я. вследствие психопатической реакции на почве семейных неурядиц.
— 